# Ligue 1 2007-2008
L'edizione 2007-08 della Ligue 1 è stato il settantesimo campionato di calcio francese di massima divisione.

## Avvenimenti
La stagione che cominciò il 4 agosto 2007 vide per la settima volta consecutiva la vittoria finale dell'Olympique Lione, che a differenza degli anni precedenti, sconfisse le concorrenti in maniera meno agevole, andandosi ad aggiudicare il titolo all'ultima giornata.
Nei primi turni si formò un raggruppamento in testa da cui uscì alla quinta giornata il Nancy, che lottò con l'Olympique Lione per il primato solitario fino all'undicesimo turno, quando i Gones presero il largo, concludendo il girone di andata a +4 dal Nancy e a +6 dal Bordeaux. Durante il girone di ritorno l'Olympique Lione continuò a fare l'andatura, mentre emerse il Bordeaux, che prese la seconda posizione alla ventunesima. I girondini si avvicinarono fino ad arrivare a -1 alla venticinquesima, ma nei turni successivi la capolista allungò prepotentemente arrivando a +9 alla trentesima. Nelle ultime cinque giornate il Bordeaux approfittò di una leggera flessione della capolista, arrivando fino a -2 dalla vetta, ma all'ultima giornata, giocata il 17 maggio 2008, sconfiggendo l'Auxerre per 3-1 in trasferta il Lione si assicurò il titolo.
In zona Champions League il Nancy, perdendo all'ultima giornata contro lo Stade Rennais, fu sopravanzato dall'Olympique Marsiglia, qualificato assieme al Bordeaux e all'Olympique Lione. I loreni si dovettero quindi accontentare della qualificazione in Coppa UEFA, conseguita assieme al Saint-Étienne che, superando il Lilla all'ultima giornata, fece il suo ritorno in Europa dopo ventisei anni di assenza.
A fondo classifica, il pareggio all'ultima giornata contro il Bordeaux fu fatale al Lens, che retrocesse in Ligue 2 assieme allo Strasburgo, condannato con un turno di anticipo e il Metz, da tempo fuori dai giochi e penalizzato di un punto.

### Squadre partecipanti
- Auxerre
- Bordeaux
- Caen[1]
- Le Mans
- Lens
- Lilla
- Olympique Lione[2]
- Lorient
- Metz[1]
- Monaco
- Nancy
- Nizza
- Olympique Marsiglia
- Paris Saint-Germain
- Rennes
- Saint-Étienne
- Sochaux
- Strasburgo[1]
- Tolosa
- Valenciennes

### Allenatori e primatisti
| Squadra             | Allenatore                                                                                    | Calciatore più presente                                               | Capocannoniere                       |
| ------------------- | --------------------------------------------------------------------------------------------- | --------------------------------------------------------------------- | ------------------------------------ |
| Auxerre             | Jean Fernandez                                                                                | Kevin Lejeune (38)                                                    | Daniel Niculae (11)                  |
| Bordeaux            | Laurent Blanc                                                                                 | David Bellion (37)                                                    | Fernando Cavenaghi (15)              |
| Caen                | Franck Dumas                                                                                  | Jérémy Sorbon (38)                                                    | Yoan Gouffran (10)                   |
| Le Mans             | Rudi Garcia                                                                                   | Jean Calvé, Daisuke Matsui (34)                                       | Túlio de Melo (13)                   |
| Lens                | Guy Roux (1ª-5ª) Jean-Pierre Papin (6ª-38ª)                                                   | Vedran Runje (38)                                                     | Olivier Monterrubio (9)              |
| Lilla               | Claude Puel                                                                                   | Franck Béria (37)                                                     | Michel Bastos (8)                    |
| Lorient             | Christian Gourcuff                                                                            | Fabrice Abriel, Fabien Audard (38)                                    | Rafik Saïfi (14)                     |
| Metz                | Francis De Taddeo (1ª-19ª) Yvon Pouliquen (20ª-38ª)                                           | Christophe Marichez (36)                                              | Babacar Gueye (6)                    |
| Monaco              | Ricardo Gomes                                                                                 | Frédéric Piquionne (32)                                               | Jérémy Ménez, Frédéric Piquionne (7) |
| Nancy               | Pablo Correa                                                                                  | Gennaro Bracigliano (38)                                              | Youssouf Hadji (7)                   |
| Nizza               | Frédéric Antonetti                                                                            | Florent Balmont, Olivier Echouafni, Ederson, David Hellebuyck (36)    | Bakari Koné (14)                     |
| O. Lione            | Alain Perrin                                                                                  | Mathieu Bodmer, Kim Källström (37)                                    | Karim Benzema (20)                   |
| O. Marsiglia        | Albert Emon (1ª-9ª) Eric Gerets (10ª-38ª)                                                     | Laurent Bonnart, Benoît Cheyrou, Djibril Cissé (35)                   | Mamadou Niang (18)                   |
| Paris Saint-Germain | Paul Le Guen                                                                                  | Zoumana Camara, Jérémy Clément, Amara Diané, Mickaël Landreau (38)    | Amara Diané (11)                     |
| Rennes              | Philippe Redon & Pierre Dréossi (D.T.) (1ª-9ª) Pierre Dréossi (10ª-18ª) Guy Lacombe (19ª-38ª) | Jimmy Briand (37)                                                     | Mickaël Pagis (12)                   |
| Saint-Étienne       | Laurent Roussey                                                                               | Bafétimbi Gomis, Christophe Landrin, Blaise Matuidi, Loïc Perrin (35) | Bafétimbi Gomis (16)                 |
| Sochaux             | Frédéric Hantz (1ª-17ª) Francis Gillot (18ª-38ª)                                              | Teddy Richert (38)                                                    | Mevlüt Erdinç (11)                   |
| Strasburgo          | Jean-Marc Furlan                                                                              | Stéphane Cassard (38)                                                 | Wason Rentería (9)                   |
| Tolosa              | Élie Baup                                                                                     | Nicolas Douchez (36)                                                  | Johan Elmander (11)                  |
| Valenciennes        | Antoine Kombouaré                                                                             | Steve Savidan (38)                                                    | Steve Savidan (13)                   |

## Classifica finale
|  |     | Classifica finale 2007-08 | Pt | G  | V  | N  | P  | GF | GS | DR  |
|  | --- | ------------------------- | -- | -- | -- | -- | -- | -- | -- | --- |
|  | 1.  | Olympique Lione           | 79 | 38 | 24 | 7  | 7  | 74 | 37 | +37 |
|  | 2.  | Bordeaux                  | 75 | 38 | 22 | 9  | 7  | 65 | 38 | +27 |
|  | 3.  | Olympique Marsiglia       | 62 | 38 | 17 | 11 | 10 | 58 | 45 | +13 |
|  | 4.  | Nancy                     | 60 | 38 | 15 | 15 | 8  | 44 | 30 | +14 |
|  | 5.  | Saint-Étienne             | 58 | 38 | 16 | 10 | 12 | 47 | 34 | +13 |
|  | 6.  | Rennes                    | 58 | 38 | 16 | 10 | 12 | 47 | 44 | +3  |
|  | 7.  | Lilla                     | 57 | 38 | 13 | 18 | 7  | 45 | 32 | +13 |
|  | 8.  | Nizza                     | 55 | 38 | 13 | 16 | 9  | 35 | 30 | +5  |
|  | 9.  | Le Mans                   | 53 | 38 | 14 | 11 | 13 | 46 | 49 | -3  |
|  | 10. | Lorient                   | 52 | 38 | 12 | 16 | 10 | 32 | 35 | -3  |
|  | 11. | Caen                      | 51 | 38 | 13 | 12 | 13 | 48 | 53 | -5  |
|  | 12. | Monaco                    | 47 | 38 | 13 | 8  | 17 | 40 | 48 | -8  |
|  | 13. | Valenciennes              | 45 | 38 | 12 | 9  | 17 | 42 | 40 | +2  |
|  | 14. | Sochaux                   | 44 | 38 | 10 | 14 | 14 | 34 | 43 | -9  |
|  | 15. | Auxerre                   | 44 | 38 | 12 | 8  | 18 | 33 | 52 | -19 |
|  | 16. | Paris Saint-Germain       | 43 | 38 | 10 | 13 | 15 | 37 | 45 | -8  |
|  | 17. | Tolosa                    | 42 | 38 | 9  | 15 | 14 | 36 | 42 | -6  |
|  | 18. | Lens                      | 40 | 38 | 9  | 13 | 16 | 43 | 52 | -9  |
|  | 19. | Strasburgo                | 35 | 38 | 9  | 8  | 21 | 34 | 55 | -21 |
|  | 20. | Metz                      | 24 | 38 | 5  | 9  | 24 | 28 | 64 | -36 |

### Verdetti
- Olympique Lione campione di Francia 2007-2008
- Olympique Lione e  Bordeaux qualificate alla fase a gironi della UEFA Champions League 2008-2009.  Olympique Marsiglia qualificato al turno preliminare della stessa competizione.
- Nancy,  Saint-Étienne e  Paris Saint-Germain qualificate in Coppa UEFA 2008-2009
- Metz,  Strasburgo e  Lens retrocesse in Ligue 2 2008-2009.

## Record

### Club
- Maggior numero di vittorie:  Olympique Lione (24)
- Minor numero di sconfitte:  Olympique Lione,  Bordeaux,  Lilla (7)
- Miglior attacco:  Olympique Lione (74 gol segnati)
- Miglior difesa:  Nancy,  Nizza (30 gol subiti)
- Miglior differenza reti:  Olympique Lione (+37)
- Maggior numero di pareggi:  Lilla (18)
- Minor numero di pareggi:  Olympique Lione (7)
- Minor numero di vittorie:  Metz (5)
- Maggior numero di sconfitte:  Metz (24)
- Peggior attacco:  Metz (28 gol segnati)
- Peggior difesa:  Metz (64 gol subiti)
- Peggior differenza reti:  Metz (-36)

### Capoliste solitarie
Fonte:
- 5ª-7ª giornata:  Nancy
- 8ª giornata:  Olympique Lione
- 9ª-10ª giornata:  Nancy
- 11ª-38ª giornata:  Olympique Lione

### Individuali
Fonte:
- Calciatore dell'anno:  Karim Benzema ( Olympique Lione)
- Giovane dell'anno:  Hatem Ben Arfa ( Olympique Lione)
- Portiere dell'anno:  Steve Mandanda ( Olympique Marsiglia)
- Allenatore dell'anno:  Laurent Blanc ( Bordeaux)
- Miglior uomo assist:  Jérôme Rothen ( Paris Saint-Germain, 8 assist)

### Classifica marcatori
Fonte:
|  | Gol | Marcatore          | Squadra             |
|  | --- | ------------------ | ------------------- |
|  | 20  | Karim Benzema      | Olympique Lione     |
|  | 18  | Mamadou Niang      | Olympique Marsiglia |
|  | 16  | Bafétimbi Gomis    | Saint-Étienne       |
|  | -   | Djibril Cissé      | Olympique Marsiglia |
|  | 15  | Fernando Cavenaghi | Bordeaux            |
|  | 11  | Johan Elmander     | Tolosa              |
|  |     |                    |                     |